# 8-й корпус Украинской державы
8-й Екатеринославский корпус (8-й Е.к. Укр.д., укр. 8-й Катеринославський корпус) — территориальное воинское соединение в вооружённых силах 17-29 апреля 1918 года — Украинской народной республики, после 29 апреля 1918 — в армии Украинской державы, во время Гражданской войны в России. Дислокация — в Екатеринославской губернии. Управление корпуса (в Екатеринославе) одновременно было управлением военного округа и, соответственно, командир корпуса имел права командующего войсками военного округа.

## Предыстория
1917 год
В 1917 году 5-й Кавказский армейский корпус находился в составе Кавказского фронта. Командиром корпуса был избран генерал-майор И. М. Васильченко.
1918 год
В соответствии с Брестским мирным договором, австро-венгерские войска оккупировали часть Екатеринославской губернии. Германские войска оккупировали большую часть Екатеринославской губерний. Губернская, уездная и волостная администрации, которые оставались верной руководству УНР, на самом деле утратили всякую связь с ним и оказалась под влиянием оккупационного военного союзного командования. См.
В марте 5-й Кавказский армейский корпус под командованием генерал-майора И. М. Васильченко через Севастополь добрался до Украины.
5-й Кавказский армейский корпус был «украинизирован» в Украинской народной республике. Штаб корпуса — в губернском городе Екатеринославе Екатеринославской губернии.
17 апреля на основе 5-го Кавказского армейского корпуса началось формирование 8-го Екатеринославского корпуса с управлением корпуса в Екатеринославе. Командиром корпуса назначен генерал-майор И. М. Васильченко.,
Одновременно в губернии формировались органы военного управления военного округа. Вое́нный о́круг — это территориальное общевойсковое объединение соединений, частей, военно-учебных заведений и местных военных учреждений. Территория округа соответствовала территории губернии. Администрация военного округа обязана обеспечить проведение мероприятий, связанных с подготовкой государства и вооружённых сил на случай войны, организовать подготовку войск и штабов и для более удобного управления.

## История
Армия «Украинской Державы» создавалась на Украине после прихода к власти 29 апреля 1918 года гетмана П. П. Скоропадского. В числе 8-ми корпусов был и 8-й корпус, со штабом в Екатеринославе. Полки корпуса представляли собой «украинизированные» в 1917 году части бывшей Российской императорской армии с прежним офицерским кадром.
После перехода власти к гетману Скоропадскому 8-й Екатеринославский корпус армии Украинской народной республики вошёл в состав армии Украинской державы. Штаб корпуса находился в губернском городе Екатеринославе.
Начальник артиллерии корпуса — генеральный хорунжий В. Д. Жуков.

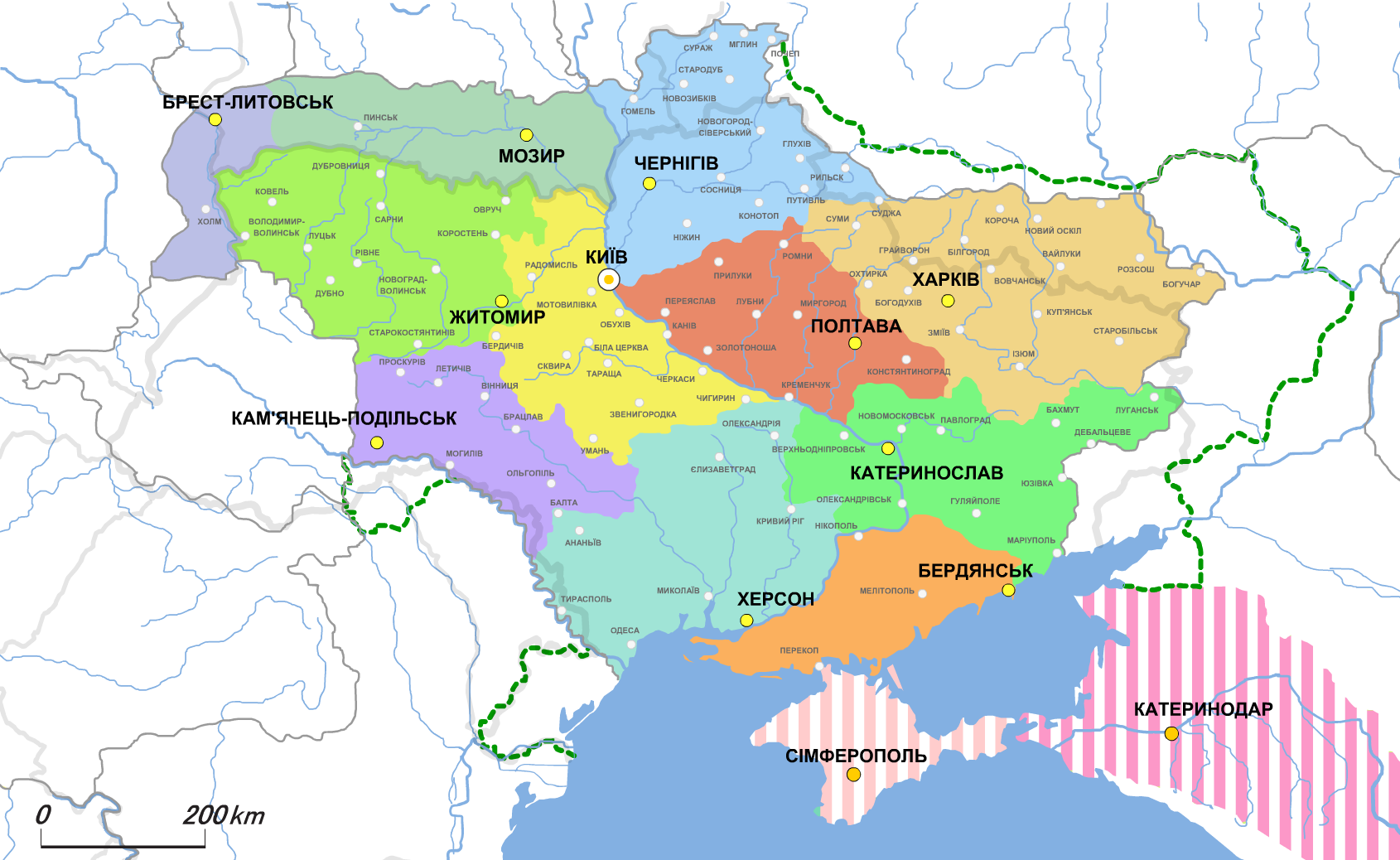
Административно-территориальное деление УНР. Зелёная пунктирная линия — территориальные претензии (на основании результатов Всероссийской переписи населения 1897 года).

16 октября (старый стиль) образован Екатеринославский центр русской Добровольческой армии для работы по формированию частей армии в губернском городе Екатеринославе и Екатеринославской губернии.
8 ноября генерал И. М. Васильченко утверждён в должности командира 8-го Екатеринославского корпуса.
Вооружённые силы Украинской державы состояли из 8-ми корпусов (по одному корпусу в каждой украинской губернии), являвшихся одновременно и военными округами: 1-й — Волынский, 2-й — Подольский, 3-й — Одесский (Херсонский), 4-й — Киевский, 5-й — Черниговский, 6-й — Полтавский, 7-й — Харьковский, 8-й — Екатеринославский. Формирование соединений и воинских частей производилось по территориальному принципу, большинство из них были кадрированными. Корпуса включали: управления 16-ти пеших дивизий (с 1-й по 16-ю); 54 пехотных и 28 кавалерийских полка, 48 полевых артиллерийских полков, 33 тяжёлых артиллерийских полков, 4 конно-артиллерийских полка, 8 авиационных дивизионов. В вооружённых силах было 4,5 кавалерийских дивизий. Имелись также Сердюцкая (Гвардейская) дивизия, Черноморская флотилия, бригада морской пехоты, авиационные части. Штатная численность армии мирного времени составляла 75 генералов, 14 930 офицеров (старшин), 2 975 военных чиновников, 291 121 унтер-офицеров (подстаршин) и рядовых (казаков). Фактическая численность вооружённых сил в ноябре 1918 года достигала 60 тысяч человек. См. также
К середине ноября (ст.ст.) добровольческим Екатеринославским центром была создана русская добровольческая офицерская дружина Добровольческой армии.
14 ноября гетман П. П. Скоропадский провозгласил «Акт федерации», которым он обязывался объединить Украину с будущим (небольшевистским) российским государством.
16 ноября началось восстание против гетмана П. П. Скоропадского, возглавляемое Директорией УНР и её Главным атаманом С. В. Петлюрой. Революция и Гражданская война на Украине сметала ещё одну власть.
Во время внутриполитической борьбы на Украине 8-й корпус, большинство офицеров которого были враждебны сепаратизму украинцев-националистов, принял ориентацию русских добровольцев «за единую и неделимую Россию». Военнослужащие 8-го Екатеринославского, как и 3-го Херсонского, корпуса вывесили над казармами российские трёхцветные флаги. Сторонниками русской Добровольческой армии под командованием генерала А. И. Деникина становились преимущественно генералы и старшие офицеры (полковники и подполковники), — сторонниками возрождавшейся независимой Украинской народной республики были младшие офицеры, большинство из которых прошли переподготовку в украинских инструкторских школах, созданные в революционные годы. Молодые офицеры-украинцы оставляли гетманские соединения и создавали новые украинские соединения: в Екатеринославской губернии — полки т. н. Екатеринославского коша (по рус. корпуса) во главе с атаманом Гулым-Гуленко — представителем Директории УНР.
23 ноября (ст.ст.) 8-й корпус оказал сопротивление войскам С. В. Петлюры, восставшим против существующей гетманской власти, отразив их наступление на город Екатеринослав.
Эти события вынуждали русских офицеров делать выбор, на чьей стороне быть. На митинге было принято решение идти на соединение с русской Добровольческой армией. Важную роль в принятии такого решения сыграл командир 7-го конного полка полковник Гусев.
В ночь на 28 ноября (ст.ст.) сводный отряд из частей 8-го корпуса (сохранявших свои корпусные наименования) под командованием генерала И. М. Васильченко, опиравшегося на созданный штаб отряда во главе с начальником штаба полковником Г. И. Коноваловым, — работники штаба генерал-майор П. Г. Кислый, офицеры Боженко и Вольтищев, выступил на юг.
2 января (ст.ст.) «Екатеринославский отряд» достиг города Перекопа, в Крыму завершился «Екатеринославский поход» («Зимний поход»).
Поход продолжался 34 дня, в течение которых было пройдено около 500 верст из Екатеринослава на полуостров Крым, на соединение с русской Добровольческой армией. Отряд шёл по тылам украинских войск С. Петлюры и партизанских отрядов украинского атамана Н. И. Махно (уроженца Екатеринославской губернии) и других местных отрядов и банд, вёл непрерывные бои с окружающим противником, нёс потери.,,
В Крыму личный состав влился в Крымско-Азовский корпус, а затем в Крымско-Азовскую армию. Пехотные части «Екатеринославского отряда» были развёрнуты впоследствии в 34-ю пехотную дивизию, артиллерия — в 34-ю артиллерийскую бригаду, а 7-й конный полк преобразован в 3-й драгунский Новороссийский полк. Бронедивизион частично послужил ядром 5-го бронепоездного дивизиона, частично образовал пулемётно-мотоциклетный отряд, который, переброшенный в Кубанскую область, влился в 1-й автоброневой дивизион.

## Командование
- Васильченко Игнатий Михайлович, командир 8-го корпуса Вооружённых сил Украинской державы, генеральный хорунжий.[1]

Васильченко Игнатий Михайлович. Православный. Уроженец г. Изюм. Сын надворного советника. В службу вступил 10.12.1892. Окончил Московское пех. юнкерское училище (1895). Из училища выпущен Подпоручиком (старшинство 12.08.1895) в 11-ю арт. бригаду. Окончил Николаевскую академию Генерального штаба (1906; по 1-му разряду). Капитан (старшинство 03.05.1906). Подполковник (старшинство 06.12.1912). Участник Первой мировой войны. Полковник (старшинство 15.06.1915). С 08.07.1916 командир 8-го Кавказского стрелкового полка (на 03.01.1917 в этой же должности). Начальник штаба 5-й Туркестанской стрелковой дивизии Русской армии революционной России (с 12.06.1917). Генерал-майор ликвидированной Русской армии революционной России (приказ 21.11.1917). К концу 1917 выборный командир 5-го Кавказского армейского корпуса. После 29 апреля 1918 в армии Украинской державы. Командир 8-го Екатеринославского корпуса. Участник «Екатеринославского похода», командовал Екатеринославским отрядом.
- Жуков Владимир Дмитриевич, начальник артиллерии 8-го Екатеринославского армейского корпуса, генеральный хорунжий.[6]

Жуков Владимир Дмитриевич. Православный. В службу вступил 31.08.1889. Окончил Михайловское арт. училище. Выпущен в 31-ю арт. бригаду. Подпоручик (ст. 10.08.1890). Поручик (ст. 10.08.1894). Штабс-Капитан (ст. 13.07.1897). Штабс-Капитан гв. (ст. 13.07.1901). Переведен в лейб-гвардии 1-ю арт. бригаду. Капитан гв. (ст. 13.07.1905). Подполковник (ст. 13.07.1905). Участник Первой мировой войны. Полковник (ст. 16.09.1914). Командир 1-го Финляндского горного арт. дивизиона (с 18.01.1916). На 01.08.1916 в том же чине и должности. Ген-майор (пр. 22.07.1916; ст. 16.09.1915; за боевые отличия). После 29 апреля 1918 в армии Украинской Державы, воинское звание генеральный хорунжий, начальник артиллерии 8-го Екатеринославского корпуса. Участник «Екатеринославского похода» в составе Екатеринославского отряда, командовал артиллерией.
- Диденко Анатолий Михайлович.[12]

Диденко Анатолий Михайлович. Православный. Уроженец Черниговской губ. В службу вступил 01.09.1892. Окончил 2-е военное Константиновское училище (1894). Выпущен в 81-й пех. Апшеронский полк. Подпоручик (ст. 08.08.1894). Участник русско-японской войны 1904-05. Полковник (старшинство 10.04.1911). Участник мировой войны. Начальник штаба 80-й пех. дивизии (с 07.1914). На 02.04.1915 в том же чине числился в должности нач. штаба Михайловской крепости. Командир 77-го пех. Тенгинского полка (с 06.07.1915). Начальник штаба 123-й пех. дивизии (с 08.10.1916). Генерал-майор (старшинство 06.12.1916). Начальник штаба 6-го Кавказского армейского корпуса (с 20.06.1917). С 15.04.1918 на украинской службе. После 29 апреля 1918 в армии Украинской Державы. Воинское звание — генеральный хорунжий. Командир 15-й пешей дивизии 8-го Екатеринославского корпуса. Участник «Екатеринославского похода» в составе Екатеринославского отряда, командир 44-го пехотного полка.,

## Состав
На 1 мая 1918:
- Управление корпуса в Екатеринославе (губернский город Екатеринославской губернии)
- 15-я пехотная дивизия. Управление дивизии в Екатеринославе

- 43-й пехотный полк
- 44-й пехотный полк
- 45-й пехотный полк

- 16-я пехотная дивизия

- 46-й пехотный полк
- 47-й пехотный полк
- 48-й пехотный полк

На 27 ноября 1918:
- Управление корпуса
- 15-я пехотная дивизия[12]
- 43-й пехотный полк[10]
- 44-й пехотный полк[10]
- 7-й конный полк[10]